# Elsie Bowerman
Elsie Edith Bowerman, född 18 december 1889 i Tunbridge Wells, Kent, död 18 oktober 1973 i Hailsham, East Sussex, var en brittisk jurist, suffragett samt överlevare av ångaren RMS Titanics förlisning i Atlanten 1912.
Från 1910 var hon tillsammans med sin mor engagerad i WSPU. Den 10 april 1912 steg Bowerman och hennes mor ombord som förstaklasspassagerare på RMS Titanic i Southampton för att resa till USA och Kanada. Titanic förliste efter en kollision med ett isberg den 15 april. Båda kvinnorna blev räddade i livbåt nummer 6, samma som Margaret "Molly" Brown räddades i. Brown tog efter flera ordväxlingar och bråk över kommandot i denna från kvartersmästare Robert Hichens. De togs tillsammans med de övriga överlevarna till New York med fartyget RMS Carpathia, men avbröt trots detta inte sina resplaner och genomförde den planerade resan efter att de kommit fram till New York.
Under åren 1916–1917 befann hon sig i Rumänien och Ryssland, och 1917 bevittnade hon själv ryska revolutionen i Petrograd. Från 1924 arbetade hon som jurist och var det första kvinnliga ombudet någonsin vid Old Bailey där hon arbetade fram till 1938.
1947 var hon med och hjälpte till att starta jämställdhetskommissionen United Nations Commission on the Status of Women i USA. Hon bosatte sig sedan nära sin mor i St Leonards-on-Sea och sina sista år tillbringade hon i ett hus i Hailsham.